# Amtsgericht Rahden
Das Amtsgericht Rahden ist ein Gericht und hat seinen Sitz in der ostwestfälischen Stadt Rahden in Nordrhein-Westfalen.
Das Amtsgericht (AG) Rahden ist für die Städte Espelkamp und Rahden sowie für die Gemeinde Stemwede im Kreis Minden-Lübbecke zuständig. In dem 387 km² großen Gerichtsbezirk leben rund 56.000 Menschen.

## Übergeordnete Gerichte
Das dem Amtsgericht Rahden übergeordnete Landgericht ist das Landgericht Bielefeld, das wiederum dem Oberlandesgericht Hamm untersteht.

## Geschichte
In Rahden bestand von 1849 bis 1879 die Gerichtskommission Rahden des Kreisgerichtes Lübbecke. Im Rahmen der Reichsjustizgesetze wurden 1879 reichsweit einheitlich Oberlandes-, Land- und Amtsgerichte gebildet. Das königlich preußische Amtsgericht Rahden wurde mit Wirkung zum 1. Oktober 1879 als eines von 14 Amtsgerichten im Bezirk des Landgerichtes Bielefeld im Bezirk des Oberlandesgerichtes Hamm gebildet. Der Sitz des Gerichtes war die Stadt Rahden. Sein Gerichtsbezirk umfasste aus dem Kreis Lübbecke die Ämter Dielingen und Rahden. Am Gericht bestanden 1880 zwei Richterstellen. Das Amtsgericht war damit ein mittelgroßes Amtsgericht im Landgerichtsbezirk.